# Graeme Forbes
Pour les articles homonymes, voir Forbes (homonymie).
Graeme Robertson Forbes est un philosophe et logicien écossais-américain, professeur de philosophie à l'université du Colorado à Boulder et ancien professeur émérite Celia Scott Weatherhead à l'université Tulane. 
Il ne faut pas le confondre avec le philosophe britannique Graeme A Forbes, basé à l'université du Kent.

## Livres
- Attitude Problems, Oxford University Press, septembre 2006
- Languages of Possibility, 1989
- The Metaphysics of Modality, Oxford, 1985
- Modern Logic, Oxford University Press, 1994